# Canal de la Colònia Noguera
El Canal de la Colònia Noguera és una obra de Ripoll protegida com a Bé Cultural d'Interès Local.

## Descripció
El canal de Can Noguera és una obra hidràulica reconstruïda a l'any 1940. Té una llargada de 940 m i una fondària de 1.30m, surt a l'esquerra de la resclosa. La llum dels arcs és de 4-5 m, l'amplada és de 4-5 m i l'amplada dels murs fa 40 cm. Per salvar el desnivell del terreny el canal s'aixeca sobre arcades, unes 65, amb un augment progressiu de la seva alçada respecte al terra. Les arcades de l'aqüeducte són de mig punt rebaixat. La repetició creixent dels arcs de pedra en una longitud considerable mostra una imatge lligada a la industrialització de finals del segle xix que incorpora al paisatge rural a través de la colònia.